# Merano Challenger
Il Merano Challenger è stato un torneo professionistico di tennis giocato su campi in terra rossa. Faceva parte dell'ATP Challenger Series. Si giocava annualmente a Merano in Italia.

## Albo d'oro

### Singolare
| Anno | Campione           | Finalista           | Punteggio     |
| ---- | ------------------ | ------------------- | ------------- |
| 1991 | Frédéric Fontang   | Carlos Costa        | 6–3, 6–3      |
| 1992 | Lars Koslowski     | Roberto Azar        | 6–3, 6–4      |
| 1993 | Non disputato      | Non disputato       | Non disputato |
| 1994 | Fabrice Santoro    | Sergio Cortés       | 6–1, 6–0      |
| 1995 | Mikael Tillström   | Younes El Aynaoui   | 6–3, 3–6, 6–3 |
| 1996 | Juan Albert Viloca | Lucas Arnold Ker    | 7–6, 6–4      |
| 1997 | Lucas Arnold Ker   | Vincenzo Santopadre | 6–1, 6–4      |
| 1998 | Sláva Doseděl      | Christian Ruud      | 7–6, 7–6      |

### Doppio
| Anno | Campioni                        | Finalisti                         | Punteggio     |
| ---- | ------------------------------- | --------------------------------- | ------------- |
| 1991 | Carlos Costa Christian Miniussi | Josef Čihák Tomáš Anzari          | 6–3, 6–3      |
| 1992 | Sander Groen David Prinosil     | Lionnel Barthez Alois Beust       | 6–4, 6–4      |
| 1993 | Non disputato                   | Non disputato                     | Non disputato |
| 1994 | Tomas Nydahl Simon Youl         | Emanuel Couto João Cunha e Silva  | 6–4, 4–6, 6–4 |
| 1995 | Cristian Brandi Igor Gaudi      | Giorgio Galimberti Federico Rovai | 7–6, 6–3      |
| 1996 | João Cunha e Silva Nuno Marques | Cristian Brandi Filippo Messori   | 6–1, 6–4      |
| 1997 | Mariano Hood Sebastián Prieto   | Cristian Brandi Filippo Messori   | 6–1, 4–6, 7–6 |
| 1998 | Pablo Albano Nicolás Lapentti   | Giorgio Galimberti Massimo Valeri | 6–1, 6–1      |